# Laurentius Laurentianus

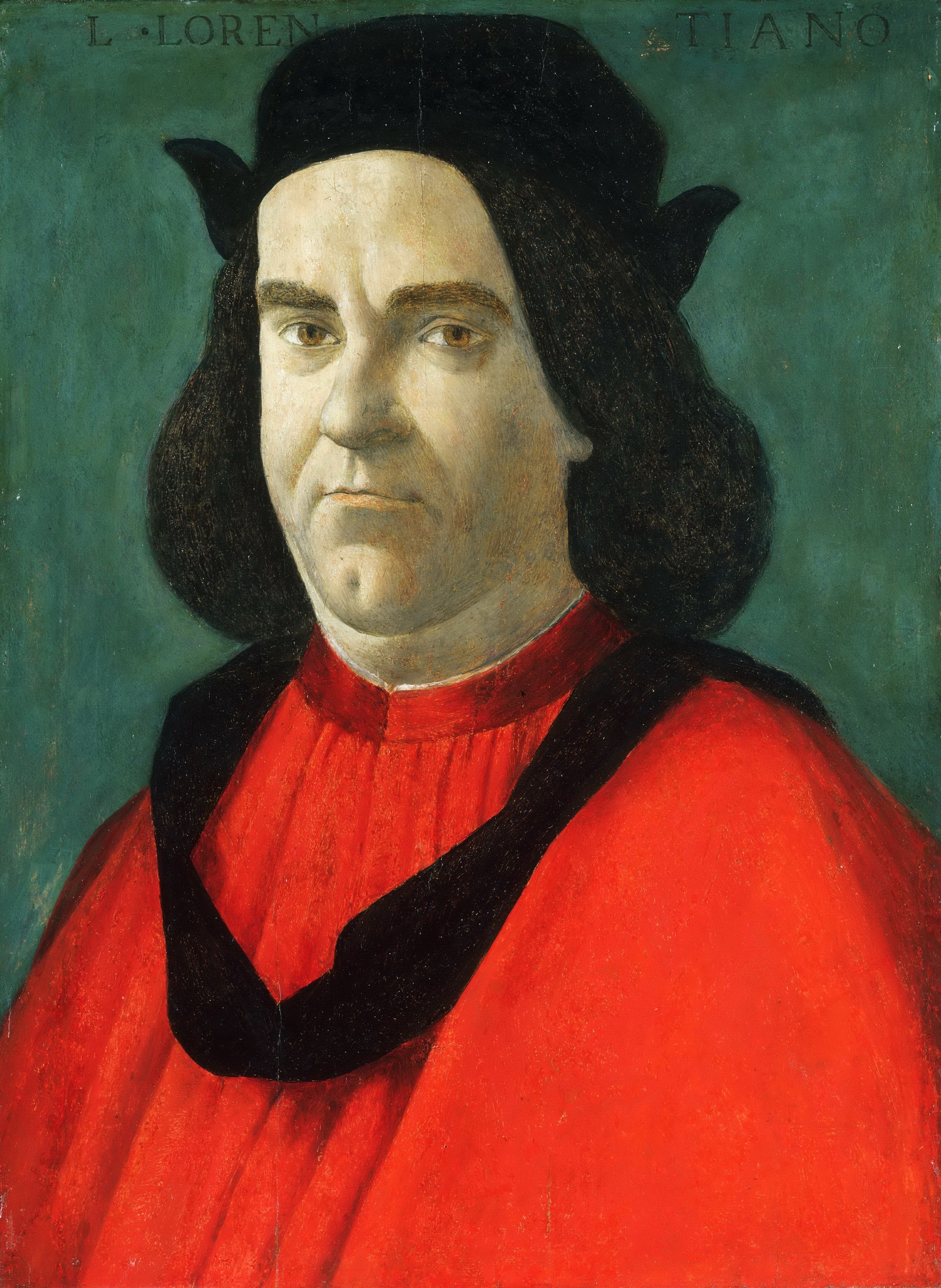
Sandro Botticelli, Laurentius Laurentianus, 1492, Philadelphia Museum of Art

Laurentius Laurentianus oder Lorenzo Lorenzano (auch: Laurentianus Florentinus, Laurentius Laurentianus Florentinus; † 1515) war ein italienischer Mediziner und Philosoph. Er wirkte als Professor in Florenz und Pisa.

## Leben
Ab 1479 war er Professor für Logik. Zudem wurde er Professor für Physik. Bis zu seinem Selbstmord war er Professor für Medizin in Pisa. Er übersetzte Schriften des Hippokrates von Kos bzw. des Corpus Hippocraticum, unterstützt von Demetrios Chalkokondyles, aus dem Griechischen ins Lateinische, und machte „sehr nette Anmerckungen“ über den Galenus. Diese sentenzenartigen Kommentare sind in Inkunabel-Drucken erhalten. Sein Verleger war Antonio di Miscomini. Mit seiner Arbeitsweise, antike Autoritäten (die über arabische Autoren wie Rhazes und Avicenna tradiert wurden) zu kommentieren, kann er als typischer Vertreter der Scholastik gesehen werden, die auch in der Zeit der frühen Renaissance den Studienbetrieb im Bereich der Medizin bestimmte. Damit steht er in einer Reihe mit seinen Kollegen Giovanni Arcolani, Gerhardus de Solo, Gentile da Foligno und Hugo Senensis. Sein Konkurrent bei der Galen-Übersetzung ins Lateinische war Niccolò Leoniceno.
Beim Kauf eines Hauses zahlte er ein Drittel an und machte zur Bedingung, dass wenn er in sechs Monaten von der noch übrigen Summe keinen Abtrag leisten würde, das angezahlte Geld, nebst dem Hause, an den Verkäufer verfallen sollte. Als er nun am Zahltag kein Geld hatte, stürzte er sich im Jahr 1515 in einen Brunnen.

## Schriften (Auswahl)
- In librum De elocutione (Expositio in libros De interpretatione), 1494.
- Sententiae. Antonio di Miscomini, Florenz 1494 (die Aphorismen des Hippokrates „cum Galeni commentis“, gewidmet Piero de’ Medici).
- Übersetzung von Galens Τέχνη ἰατρική, gewidmet Francesco Pandolfini. Verfasst 1500. In: Articella. Pavia 1506.
- Übersetzung von Galens Περἰ διαφορᾶς πυρετῶν. In Galen-Übersetzungen von Niccolò Leoniceno inkorporiert. Venedig 1508.
- Übersetzung von Hippokrates’ Prognostikon mit dem Kommentar Galens. Augustinus Florentinus, Florenz 1508.